# Saint-Georges-du-Mesnil
Saint-Georges-du-Mesnil ist eine Ortschaft und eine ehemalige französische Gemeinde mit 152 Einwohnern (Stand: 1. Januar 2019) im Département Eure in der Region Normandie. Sie gehörte zum Arrondissement Bernay und zum Kanton Beuzeville.
Mit Wirkung vom 1. Januar 2019 wurden die ehemaligen Gemeinden Saint-Georges-du-Mesnil und Saint-Jean-de-la-Léqueraye zur Commune nouvelle Le Mesnil-Saint-Jean zusammengelegt und haben in der neuen Gemeinde den Status einer Commune déléguée. Der Verwaltungssitz befindet sich im Ort Saint-Georges-du-Mesnil.

## Geografie
Saint-Georges-du-Mesnil liegt in der Südostecke der Landschaft Lieuvin, 43 Kilometer südöstlich von Le Havre, 24 Kilometer nordöstlich von Lisieux und etwa 15 Kilometer nördlich von Bernay, dem Hauptort des gleichnamigen Arrondissements. Nachbarortschaften von Saint-Georges-du-Mesnil sind Noards im Westen, Saint-Jean-de-la-Léqueraye im Norden, Giverville im Südosten und Épreville-en-Lieuvin im Südwesten. Das frühere Gemeindegebiet umfasst 318 Hektar, die mittlere Höhe beträgt 161 Meter über dem Meeresspiegel, die Mairie steht auf einer Höhe von 165 Metern.
Saint-Georges-du-Mesnil ist einer Klimazone des Typs Cfb (nach Köppen und Geiger) zugeordnet: Warmgemäßigtes Regenklima (C), vollfeucht (f), wärmster Monat unter 22 °C, mindestens vier Monate über 10 °C (b). Es herrscht Seeklima mit gemäßigtem Sommer.
Bei dem geologischen Untergrund handelt es sich vornehmlich um Alluvialboden. Saint-Georges-du-Mesnil ist eine der Gemeinden im Département Eure, in denen die Gefahr sich plötzlich bildender metertiefer Löcher im Boden besteht. Die sogenannten Marnières sind alte Mergelgruben, die sich zum Beispiel nach starkem Regen öffnen können, wenn die Schuttfüllung in die Seitengänge geschwemmt wird. Durchschnittlich gibt es im Département Eure etwa 15 unterirdische Hohlräume, besonders Marnières und Versickerungsstrecken pro Quadratkilometer. In Saint-Georges-du-Mesnil gibt es elf Marnières und einen karstischen Hohlraum.

## Geschichte
An der Kapelle des Schlosses Léqueraie wurden Tegulæ aus gallo-römischer Zeit (52 v. Chr. bis 486 n. Chr.) gefunden.
Das Lehen beziehungsweise die Seigneurie Mesnil und ein Seigneur namens Richard du Mesnil wurden 1199 erstmals urkundlich erwähnt. Die Familie blieb bis ins 14. Jahrhundert im Besitz der Seigneurie. Im 14. Jahrhundert unterstand Mesnil dem Seigneur von La Poterie-Mathieu. Das war nach 1376 Hugues de Bethencourt, der auch Seigneur von La Léqueraye war. 1433 gelangte Mesnil durch Heirat in den Besitz der Familie Vipart. 1472 war der nichtadelige Jean Barrey aus Bernay Seigneur von Mesnil. 1531 kam es zu Streitigkeiten um Besitzrechte zwischen der Familie Vipart und Yves Barrey. Jacques Barrey schenkte der Abtei Notre-Dame de Bernay 1578 fünf Acre Land. Der letzte Seigneur von Mesnil vor der Französischen Revolution (1789–1799) hieß Margeot.
Weitere Seigneurien in Saint-Georges-du-Mesnil waren Honneville und La Léqueraye. Sie wurden 1198 erstmals urkundlich erwähnt. La Léqueraye unterstand wie Mesnil La Poterie-Mathieu. Im 16. Jahrhundert war ein Nichtadeliger aus Rouen Seigneur von La Léqueraye. Dann wechselte La Léqueraye mehrfach den Besitzer. Der letzte Seigneur vor der Französischen Revolution war Victor-Alexandre de Belin.
Eine weitere Seigneurie war La Rue. Sie unterstand ebenfalls La Poterie-Mathieu und wurde 1380 erstmals urkundlich erwähnt.
| Jahr | Einwohner |
| ---- | --------- |
| 1793 | 500       |
| 1836 | 467       |
| 1861 | 383       |
| 1886 | 215       |
| 1911 | 159       |
| 1946 | 110       |
| 1954 | 97        |
| 1962 | 120       |
| 1968 | 108       |
| 1975 | 79        |
| 1982 | 63        |
| 1990 | 81        |
| 2006 | 97        |
| 2009 | 106       |
| 2017 | 143       |

Die Einteilung in Seigneurien wurde durch die Französische Revolution beendet. 1793 erhielt Saint-Georges-du-Mesnil unter dem Namen Saint Georges Dumesnil den Status einer Gemeinde und 1801 durch die Verwaltungsreform unter Napoleon Bonaparte (1769–1821) unter dem heutigen Namen das Recht auf kommunale Selbstverwaltung.

## Kultur und Sehenswürdigkeiten
In Saint-Georges-du-Mesnil stehen mehrere Häuser und Bauernhöfe aus dem 18. und 19. Jahrhundert. Die Wände bestehen aus Holz, Lehm, Fachwerk, Putzmörtel, Backstein, Feuerstein und Naturstein. Die Dächer sind mit Schiefer, Stroh oder flachen Dachziegeln gedeckt.

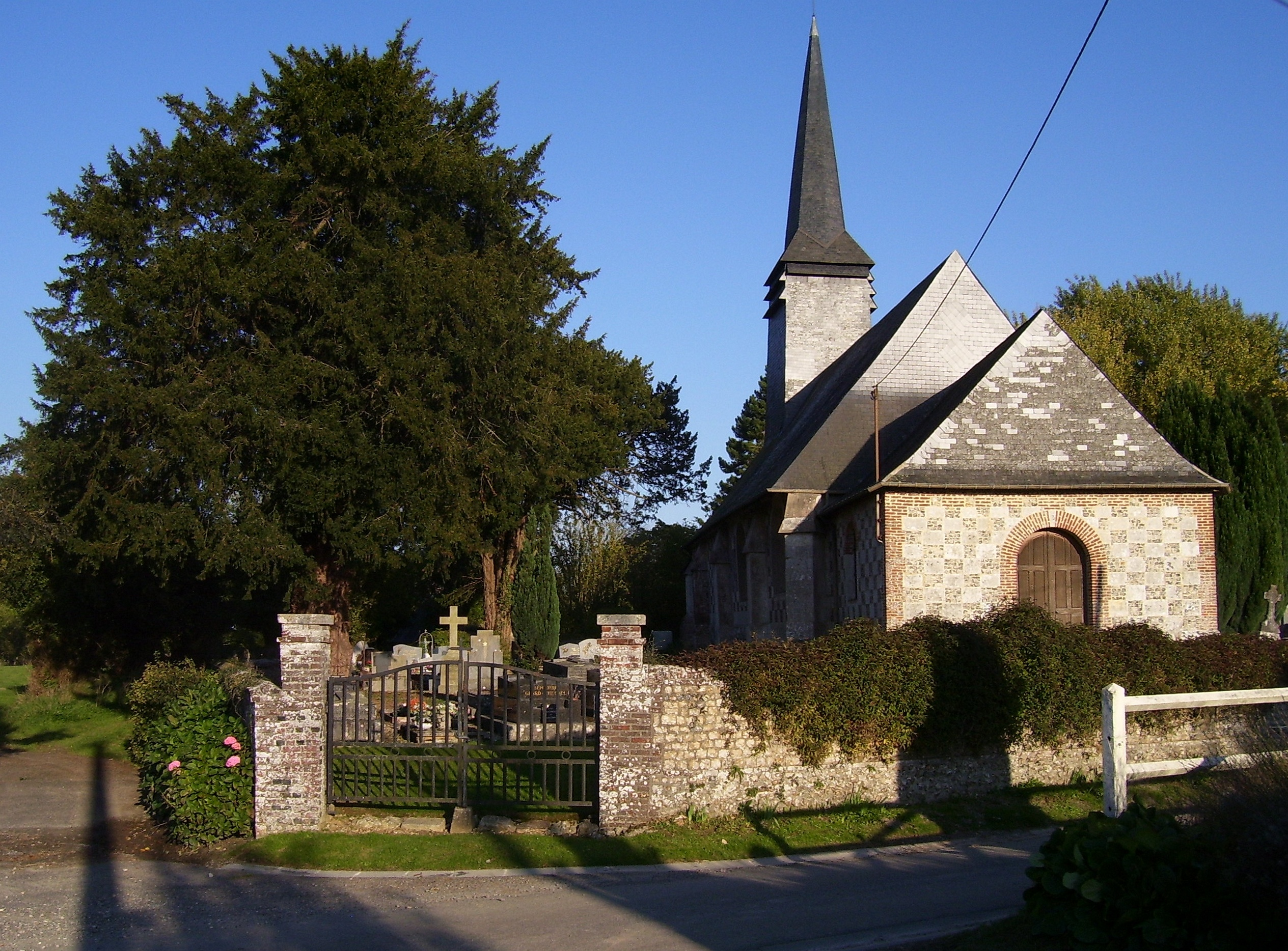
Die Kirche Saint-Georges

Das Herrenhaus von Saint-Georges-du-Mesnil wurde in der 2. Hälfte des 19. Jahrhunderts erbaut. Das Taubenhaus stammt aus dem 18. Jahrhundert. Die Taubenzucht war ein seigneuriales Recht. Das Schloss La Lequeraye wurde ebenfalls in der 2. Hälfte des 19. Jahrhunderts erbaut. Zu dem Schloss gehören ein Taubenhaus aus Back- und Feuerstein, eine Kapelle und landwirtschaftliche Gebäude.
Kirchenschiff und Portalvorbau der Pfarrkirche Saint-Georges stammen aus dem 16. Jahrhundert. Der Chor wurde im 18. Jahrhundert erneuert, die Sakristei im 19. Jahrhundert. In der Kirche gibt es mehrere als Monument historique (‚historisches Denkmal‘) klassifizierte Kunstgegenstände. Zum Beispiel zwei Skulpturen des Heiligen Georg aus dem 16. und 18. Jahrhundert. Sie wurden im Jahr 2010 restauriert. Der Altar stammt aus dem 18. Jahrhundert, das Taufbecken aus dem 15. Jahrhundert. Saint-Georges-du-Mesnil gehört zur römisch-katholischen Gemeinschaft Communauté de Giverville, die Teil der Pfarrei Montgeoly des Bistums Évreux ist.

## Wirtschaft und Infrastruktur
Im Jahr 2009 waren 15,1 Prozent der Erwerbstätigen in der damaligen Gemeinde beschäftigt, die anderen waren Pendler. 18,1 Prozent der 15- bis 64-Jährigen waren im Ruhe- oder Vorruhestand, 1999 waren es nur 8,9 Prozent. 8,6 Prozent der Arbeitnehmer waren arbeitslos.
Der nächste Bahnhof ist der Gare de Glos-Montfort in Glos-sur-Risle. Er ist 11,7 Kilometer entfernt. Der nächste Flughafen ist der 33,4 Kilometer entfernt liegende Aéroport de Deauville – Normandie in Saint-Gatien-des-Bois. Zwei Départementsstraßen führen durch die Ortschaft. Die D29 führt zur Anschlussstelle Bernay der Autoroute A28.
Der Schulbus wird vom Kommunalverband Vièvre-Lieuvin organisiert. Die Schulkinder besuchen die Primarschulen in Lieurey oder Saint-Georges-du-Vièvre, das Collège in Cormeilles, das Gymnasium die Berufsfachschule (Lycée professionnel) in Pont-Audemer.

### Lokale Produkte
Auf dem früheren Gemeindegebiet gelten kontrollierte Herkunftsbezeichnungen (AOC) für Pont-l’Évêque, Calvados und Pommeau (Pommeau de Normandie) sowie geschützte geographische Angaben (IGP) für Schweinefleisch (Porc de Normandie), Geflügel (Volailles de Normandie) und Cidre (Cidre de Normandie und Cidre normand).